# Mike Stepovich
Mike Stepovich (né Michael Anthony Stepovich le 12 mars 1919, et mort le 14 février 2014) est un homme politique républicain américain. Il est gouverneur du territoire de l'Alaska entre 1957 et 1958.

## Sources
- (en) Cet article est partiellement ou en totalité issu de l’article de Wikipédia en anglais intitulé « Mike Stepovich » (voir la liste des auteurs).